# Natação nos Jogos Olímpicos de Verão de 1988 - 200 m medley feminino
A competição dos 200 metros medley feminino da natação nos Jogos Olímpicos de Verão de 1988 foi disputada no dia 24 de setembro no  Jamsil Indoor Swimming Pool em Seul, Coreia do Sul.

## Medalhistas
| Ouro   | GDR Daniela Hunger     |
| Prata  | URS Yelena Dendeberova |
| Bronze | ROU Noemi Lung         |

## Recordes
Antes desta competição, os recordes mundiais e olímpicos da prova eram os seguintes:
| Tipo | Atleta              | Tempo   | Local                        | Data                |
| ---- | ------------------- | ------- | ---------------------------- | ------------------- |
|      | Ute Geweniger (GDR) | 2:11.73 | Magdeburg, Alemanha Oriental | 4 de julho de 1981  |
|      | USA Tracy Caulkins  | 2:12.24 | Los Angeles, Estados Unidos  | 3 de agosto de 1984 |

Os seguintes recordes mundiais ou olímpicos foram estabelecidos durante esta competição:
| Data           | Evento  | Atleta             | Tempo   | Notas            |
| -------------- | ------- | ------------------ | ------- | ---------------- |
| 24 de setembro | Final A | GDR Daniela Hunger | 2:12.59 | Recorde olímpico |

## Resultados

### Eliminatórias
Regra: As oito nadadoras mais rápidas avançam à final A (Q), enquanto as oito seguintes, à final B (q).
| Pos. | Raia | Nadador                  | CON                    | Tempo   | Notas |
| ---- | ---- | ------------------------ | ---------------------- | ------- | ----- |
| 1    | 4    | Yelena Dendeberova       | URS União Soviética    | 2:15.30 | Q     |
| 2    | 3    | Noemi Lung               | ROM Romênia            | 2:15.55 | Q     |
| 3    | 5    | Daniela Hunger           | GDR Alemanha Oriental  | 2:16.23 | Q     |
| 4    | 4    | Marianne Muis            | NED Países Baixos      | 2:16.60 | Q     |
| 5    | 4    | Lin Li                   | CHN China              | 2:17.09 | Q     |
| 6    | 3    | Jodie Clatworthy         | AUS Austrália          | 2:17.29 | Q     |
| 7    | 5    | Anca Pătrășcoiu          | ROM Romênia            | 2:17.39 | Q     |
| 8    | 5    | Whitney Hedgepeth        | USA Estados Unidos     | 2:17.45 | Q     |
| 9    | 3    | Birgit Lohberg-Schulz    | FRG Alemanha Ocidental | 2:17.46 | q     |
| 10   | 5    | Jean Hill                | GBR Grã-Bretanha       | 2:17.57 | q     |
| 11   | 5    | Anette Philipsson        | SWE Suécia             | 2:18.86 | q     |
| 12   | 5    | Yuliya Bogacheva         | URS União Soviética    | 2:19.07 | q     |
| 13   | 3    | Anamarija Petričević     | YUG Iugoslávia         | 2:19.38 | q     |
| 14   | 3    | Mildred Muis             | NED Países Baixos      | 2:19.46 | q     |
| 15   | 4    | Allison Higson           | CAN Canadá             | 2:19.54 | q, WD |
| 16   | 5    | Roberta Felotti          | ITA Itália             | 2:19.62 | q     |
| 17   | 4    | Yoshie Nishioka          | JPN Japão              | 2:20.20 | q     |
| 18   | 5    | Svenja Schlicht          | FRG Alemanha Ocidental | 2:20.31 |       |
| 19   | 2    | Donna Procter            | AUS Austrália          | 2:21.79 |       |
| 20   | 2    | Annette Poulsen          | DEN Dinamarca          | 2:21.83 |       |
| 21   | 4    | Silvia Parera            | ESP Espanha            | 2:22.20 |       |
| 22   | 2    | Hiroyo Harada            | JPN Japão              | 2:22.59 |       |
| 23   | 3    | Zara Long                | GBR Grã-Bretanha       | 2:22.64 |       |
| 24   | 2    | Ragnheiður Runólfsdóttir | ISL Islândia           | 2:22.65 |       |
| 25   | 4    | Manuela Dalla Valle      | ITA Itália             | 2:22.85 |       |
| 26   | 2    | Michelle Smith           | IRL Irlanda            | 2:25.53 |       |
| 27   | 2    | Marlene Bruten           | MEX México             | 2:26.89 |       |
| 28   | 1    | Carwai Seto              | TPE Taipé Chinês       | 2:27.72 |       |
| 29   | 1    | Patricia Kohlmann        | MEX México             | 2:29.61 |       |
| 30   | 2    | Valentina Aracil         | ARG Argentina          | 2:31.53 |       |
| 31   | 1    | Dipika Chanmugam         | SRI Sri Lanka          | 2:33.58 |       |
| 32   | 1    | Annemarie Munk           | HKG Hong Kong          | 2:34.32 |       |
| 33   | 1    | Kimberly Chen            | TPE Taipé Chinês       | 2:35.11 |       |
| 34   | 1    | Sharon Pickering         | FIJ Fiji               | 2:35.22 |       |
| 35   | 1    | Angela Birch             | FIJ Fiji               | 2:39.20 |       |
| 036  | 3    | Mary Wayte               | USA Estados Unidos     | DSQ     |       |
| 037  | 3    | Tanya Dangalakova        | BUL Bulgária           | DNS     |       |

### Finais

#### Final B
| Pos. | Raia | Nadador               | CON                    | Tempo   | Notas |
| ---- | ---- | --------------------- | ---------------------- | ------- | ----- |
| 9    | 7    | Mildred Muis          | NED Países Baixos      | 2:17.73 |       |
| 10   | 4    | Birgit Lohberg-Schulz | FRG Alemanha Ocidental | 2:17.85 |       |
| 11   | 5    | Jean Hill             | GBR Grã-Bretanha       | 2:19.20 |       |
| 12   | 3    | Anette Philipsson     | SWE Suécia             | 2:19.35 |       |
| 13   | 1    | Roberta Felotti       | ITA Itália             | 2:19.63 |       |
| 13   | 2    | Anamarija Petričević  | YUG Iugoslávia         | 2:19.63 |       |
| 15   | 6    | Yuliya Bogacheva      | URS União Soviética    | 2:19.91 |       |
| 16   | 8    | Yoshie Nishioka       | JPN Japão              | 2:20.43 |       |

#### Final A
| Pos.              | Raia | Nadador            | CON                   | Tempo   | Notas            |
| ----------------- | ---- | ------------------ | --------------------- | ------- | ---------------- |
| Medalha de ouro   | 3    | Daniela Hunger     | GDR Alemanha Oriental | 2:12.59 | Recorde olímpico |
| Medalha de prata  | 4    | Yelena Dendeberova | URS União Soviética   | 2:13.31 |                  |
| Medalha de bronze | 5    | Noemi Lung         | ROU Romênia           | 2:14.85 |                  |
| 4                 | 7    | Jodie Clatworthy   | AUS Austrália         | 2:16.31 |                  |
| 5                 | 6    | Marianne Muis      | NED Países Baixos     | 2:16.40 |                  |
| 6                 | 1    | Anca Pătrășcoiu    | ROM Romênia           | 2:16.70 |                  |
| 7                 | 2    | Lin Li             | CHN China             | 2:17.42 |                  |
| 8                 | 8    | Whitney Hedgepeth  | USA Estados Unidos    | 2:17.99 |                  |